# Peter Meier-Abt
Peter J. Meier-Abt (* 10. Mai 1947 in Baden; † 27. Mai 2021) war ein Schweizer Pharmakologe und akademischer Manager. 2005 bis 2011 war er Vizerektor für Forschung & Nachwuchsförderung der Universität Basel.

## Leben und Wirken
Peter J. Meier-Abt studierte von 1967 bis 1974 Medizin an den Universitäten in Freiburg i. Ue. und Basel und absolvierte die klinische Weiterbildung in Innerer Medizin in Basel und Zürich. Im Team von Urs A. Meyer in der Abteilung Klinische Pharmakologie des Universitätsspitals Zürich erforschte er die Regulation der Cytochrom P450 Hämoproteine und damit die biologischen Grundlagen von Krankheiten und der Wirkung von Medikamenten im Körper. 1982 bis 1984 forschte er bei  J.L. Boyer an der Liver Study Unit der Yale University School of Medicine in New Haven in den Vereinigten Staaten.
Nach seiner Rückkehr nach Zürich 1984 setzte Peter J. Meier-Abt seine Forschungstätigkeit fort. Seine Gruppe wurde führend in der molekularen Charakterisierung von Gallensäuren-Transportern. Der Forschungsgruppe gelang die Klonierung mehrerer Transportproteine und konnte zeigen, dass die sogenannten OATP-Transporter wesentlich an der Aufnahme von Arzneistoffen in Leberzellen (Hepatozyten) beteiligt sind. Die Erkenntnisse der Gruppe hatten Einfluss auf die Entwicklung von Arzneimitteln und für die Diagnose und Behandlung genetisch bedingter Leberkrankheiten.
Peter J. Meier-Abt engagierte sich stark für die Verbesserung der klinischen Forschung, etwa mit der Gründung des Zentrums für Klinische Forschung am Universitätsspital Zürich oder als Präsident der Swiss Clinical Trials Organisation. Er präsidierte die Schweizerische Akademie der Medizinischen Wissenschaften (2011–2016) und die Ethikkommission des Kantons Zürich (2011–2020). 2004 wurde er Mitglied der Deutschen Akademie der Naturforscher Leopoldina. 
Neben der Nachwuchsförderung in der klinischen Forschung und der Integrität in der Wissenschaft befasste er sich mit der Zukunft der Personalisierten Medizin in der Schweiz und international. Peter J. Meier-Abt war die treibende Kraft beim Aufbau des Swiss Personalized Health Network (SPHN), das er bei seiner Gründung präsidierte.

## Auszeichnungen
- 1990: Adolf-Windaus-Medaille, Freiburg i. Br.
- 1990: Georg Friederich Götz-Preis, Zürich
- 1991: Cloëtta-Preis, Zürich
- 1993: 3. Kanto-Koshinetsu-Preis, Tokyo
- 1993: Paul-Martini-Preis, Wiesbaden
- 2000: William B. Kinter Memorial Lectureship, Bar Harbor, Maine
- 2005: Hartmann-Müller-Preis, Zürich